# Lammassaari (ö i Päijänne-Tavastland, Lahtis, lat 61,67, long 25,99)
Lammassaari är en ö i Finland. Den ligger i sjön Rautavesi och i kommunen Gustav Adolfs i den ekonomiska regionen  Lahtis ekonomiska region  och landskapet Päijänne-Tavastland, i den södra delen av landet, 180 km norr om huvudstaden Helsingfors. Öns area är 1,2 hektar och dess största längd är 220 meter i nord-sydlig riktning.